# Детский музей (Греция)
Греческий детский музей (греч. Ελληνικό Παιδικό Μουσείο) — музей в Афинах, основанный 1987 году и посвящённый творчеству детей в возрасте до 14 лет из разных регионов Греции.
К основным направлениям деятельности музея относятся организация школьных и дошкольных культурных и образовательных мероприятий, устройство мероприятий и ведение групп для детей-инвалидов. В музее также представлена коллекция игрушек детей из Африки, подаренная организацией «Спасите детей», а также собрание рисунков детей пакистанского посёлка Калаш.
Музей размещается в двух рядом построенных зданиях, проект которых разработан специально для детей. Музей упоминается в книге The Athens Assignment.
Ближайшая станция Афинского метрополитена — станция «Синтагма».